# Latinsk patriark av Antiokia
Latinsk patriark av Antiokia var en romersk-katolsk biskopstitel, som numera är avskaffad.

## Historia
Det gamla Antiokia-patriarkatet härrörde från kristendomens äldsta tid, och grundandet av lokalkyrkan i Antiokia nämns i Apostlagärningarna i Nya Testamentet. Från och med år 518 splittrades Antiokia-patriarkatet i två kyrkor, Antiokias kyrka och Syrisk-ortodoxa kyrkan, från och med 687 i tre kyrkor. Det finns sedan dess flera kyrkoledare som gör anspråk på titeln.
Vid Stora schismen år 1054 förklarade den Romersk-katolska kyrkan östkyrkorna vara heretiker, och kyrkogemenskapen mellan bland annat Antiokias kyrka och den Romersk-katolska kyrkan bröts en tid efter denna händelse. Korstågen tog sin början i slutet av 1000-talet, och en ny latinsk biskopsstol med titeln Patriark av Antiokia inrättades år 1098 i furstendömet Antiokia. Den latinske patriarken av Antiokia tvingades lämna sin residensort när mamlukerna intog Antiokia år 1268, och efter denna tid utgjorde titeln en hederstitel som förlänades kyrkoledare bosatta i Rom, med säte i Basilica di Santa Maria Maggiore. Den siste innehavaren av posten avled 1953, och posten avskaffades 1964.